# Pegoplata infuscata
Pegoplata infuscata är en tvåvingeart som beskrevs av Griffiths 1986. Pegoplata infuscata ingår i släktet Pegoplata och familjen blomsterflugor. Inga underarter finns listade i Catalogue of Life.